# Суперкубок Закарпатської області з футболу
Суперкубок Закарпатської області з футболу — одноматчевий турнір, який проводиться під егідою Федерації футболу Закарпаття (ФФЗ) з метою подальшого розвитку і популяризації спорту в області та організації культурного дозвілля населення. Сприяє кращій підготовці футбольних команд області до чемпіонатів та підвищенню рівня спортивної майстерності гравців. У матчі грають володар кубка і чемпіон області попереднього сезону. Перший суперкубок було розіграно в 2008 р. У випадку, якщо кубок і чемпіонат виграла одна команда, то в Суперкубку грають чемпіон і фіналіст кубка. Нагородження учасників матчу проводить ФФЗ. Команда-переможець отримує перехідний приз на один рік. 

## Результати
| Рік  | Чемпіон                  | Володар кубка            | Рахунок           |
| ---- | ------------------------ | ------------------------ | ----------------- |
| 1996 | «Карпати» (Рахів)        | «Віжибу» (Берегово)      | 1:0               |
| 1997 | ФК «Берегово»            | ФК «Лісівник» (Перечин)  | 2:1               |
| 1998 | ФК «Лінет» (Берегово)    | ФК «Паланок» (Мукачево)  | 3:3, пен.5:4      |
| 1999 | ФК «Паланок» (Мукачево)  | ФК «Лінет» (Берегово)    | 2:0               |
| 2000 | ФК «Перечин»             | ФК «Паланок» (Мукачево)  | 2:0               |
| 2001 | ФК «Хуст»                | ФК «Перечин»             | 1:0               |
| 2002 | ФК «Русь» (Хуст)         | «Авангард» (Свалява)     | 1:1, пен.5:4      |
| 2003 | «Авангард» (Свалява)     | ФК «Здоров'я» (Ужгород)  | 2:0               |
| 2004 | «Авангард» (Свалява)     | ФК «Аваль» (Мукачево)    | 3:0               |
| 2005 | "Авангард"(Свалява)      | "Ялинка"Великий Бичків   | +:-               |
| 2006 | «Авангард» (Свалява)     | ФК «Бадалово»            | 2:1               |
| 2007 | ФК «Мукачево»            | «Авангард» (Свалява)     | 0:0, пен.4:2      |
| 2008 | ФК «Мукачево»            | «Авангард» (Свалява)     | 0:0, дч, пен.2:4  |
| 2009 | ФК «Мукачево»            | ФК «Поляна»              | Матч скасували    |
| 2010 | «Берегвідейк» (Берегове) | ФК «Поляна»              | 2:1               |
| 2011 | «Берегвідейк» (Берегове) | ФК «Мукачево»            | 0:0, пен. 3:4     |
| 2012 | «Берегвідейк» (Берегове) | ФК «Середнє»             | 0:0, дч, пен. 3:4 |
| 2013 | розіграш не проводився   |                          |                   |
| 2014 | розіграш не проводився   |                          |                   |
| 2015 | ФК Дийда                 | ФК Ужгород               | 0:0,по пен 4:2    |
| 2016 | «Севлюш» (м. Виноградів) | ФК «Ужгород»             | 0:0, пен. 4:3     |
| 2017 | ФК «Минай» (с. Минай)    | «Севлюш» (м. Виноградів) | 2:0               |
| 2018 | «Севлюш» (м. Виноградів) | ФК «Вільхівці»           | 3:1               |
| 2019 | «Севлюш» (м. Виноградів) | «Витязь» (Концово)       | 3:1               |
| 2020 | «Середнє»                | «Бужора» (Іршава)        | 0:3               |
| 2021 | «Севлюш» (Виноградів)    | «Хуст»                   | 1:1, 1:3 п.       |
| 2022 | «Севлюш» (Виноградів)    | «Вільхівці»              | 2:0               |
| 2023 | "Медея" (Оріховиця)      | «Севлюш» (Виноградів)    | 0:2               |
| 2024 | «Севлюш» (Виноградів)    | "Медея" (Оріховиця)      | 3:1               |